# هنر سلیم
هنر سلیم (به فرانسوی: Huner Saleem) کارگردان، فیلم‌نامه‌نویس، تهیه‌کننده، آهنگساز و هنرپیشه کرد تبار قرن بیستم میلادی اهل فرانسه است. وی متولد نهم مارس ۱۹۶۴ میلادی در شهر عقره کردستان عراق می‌باشد. در ۱۷ سالگی رهسپار ایتالیا شد و پس از اتمام تحصیل به فرانسه رفت. فیلم‌های بلند وی ودکای و لیمو (۲۰۰۳) کیلومتر صفر (۲۰۰۵) و اگر بمیری می‌کشمت (۲۰۱۰) می‌باشد.

## ودکا و لیمو
این فیلم در سال ۲۰۰۳ توسط با عنوان «ودکا و لیمو» به عنوان یکی از نامزدهای اصلی معرفی فیلم خارجی به اسکار تا آخرین دقایق مطرح بود و در دقیقه نود از معرفی به اسکار بازماند.

## همکاری گلشیفته فراهانی با هنر سلیم
گلشیفته فراهانی در فیلم اگر بمیری میکشمت، نقش اول یک زن را بازی می‌کند. او در این فیلم در نقش «سیبا» دختری کردتبار بازی می‌کند و به دو زبان کردی و فرانسوی حرف می‌زند، ۱۳ فروردین ۱۳۹۰.

## خلاصه داستان اگر بمیری میکشمت
مردی کرد تبار به نام «اَودال» به صورت اتفاقی در کافه‌ای با مردی فرانسوی به نام «فییلیپ» آشنا می‌شود و این آشنایی به دوستی و اقامت آن دو در آپارتمان فیلیپ می‌انجامد.
فیلیپ چیز زیادی از گذشته اودال نمی‌داند. فیلیپ با اودال در ایستگاه اتوبوسی قرار می‌گذارد. اودال در مسیر دچار حمله قلبی شده و وقتی به قرار می‌رسد که مرده‌است.
فیلیپ از این نقطه به بعد با تحویل جسد اودال برای مراسم تدفین در جریان زندگی خصوصی اودال قرار می‌گیرد و سعی می‌کند خانواده او و به ویژه نامزدش سیبا را از موضوع مرگ اودال مطلع کند.
در این مسیر با تعدادی از کردتباران ساکن فرانسه ارتباط می‌گیرد تا شاید از طریق آن‌ها بتواند شماره یا نشانی از اودال و گذشته اش پیدا کند و چون سرانجام این جستجوگری بی‌نتیجه می‌ماند با پرداخت هزینه به سوزاندن جسد اودال و تحویل گرفتن خاکستر او اقدام می‌کند.
از طرف دیگر سیبا بدون اطلاع از مرگ نامزدش به فرانسه سفر می‌کند و در فرودگاه به انتظار او می‌نشیند.
آوارگی سیبا در پاریس و تلاش‌های نافرجام فیلیپ برای پیدا کردن سیبا در دو مسیر موازی ادامه می‌یابد و در این میان جمعیت کرد تبار ساکن فرانسه که فیلیپ برای کمک به آن‌ها مراجعه می‌کند مانع از این دیدار می‌شوند و خودشان را به سیبا به عنوان دوستان اودال معرفی کرده و او را نزد خود می‌آورند و از طرف دیگر به پدر اودال در کردستان نیز موضوع را اطلاع می‌دهند.
سیبا وقتی آن‌ها به فرانسه مشغول گفتگو درباره او هستند متوجه دروغگویی آن‌ها می‌شود و آن‌ها مجبور می‌شوند دربارهٔ فیلیپ توضیح دهند. با ورود پدر اودال به فرانسه فیلیپ خاکستر اودال را به او تجویل می‌دهد و با واکنش نامناسب پدر او مواجه می‌شود که چرا جسدد او را سوزانده است و از جمع کردها می‌گریزد.
سیبا همراه با پدر اودال در هتلی اقامت می‌کنند تا طی روزهای آتی به کردستان بازگردند. سیبا مترصد فرصتی است تا از فیلیپ برای رفتار پدر اودال عذرخواهی کند و به دیدار او در آپارتمانش می‌رود.
در بازگشت پدر اودال متوجه موضوع می‌شود و با او برخورد می‌کند و پاسپورتش را از او می‌گیرد. به دنبال این اتفاق سیبا به خانه فیلیپ کوچ می‌کند و آنجا اقامت می‌گزیند.
پدر اودال تصمیم می‌گیرد از فیلیپ برای تحریک سیبا انتقام بگیرد امادر آخرین لحظه از این کار منصرف می‌شود. در نمای آخر فیلم سیبا از پدر اودال و فیلیپ به عنوان دو نماد سنت و احساس، جدا می‌شود و برای شروع زندگی جدید در دل پاریس گم می‌شود.

## جوایز
- جایزه ویژه هیئت داوران، برای فیلم سرزمین شیرین فلفلی من، از جشنواره فیلم ابوظبی، ۲۰۱۳.[۲]